# Fiuggi
Fiuggi är en ort och kommun i provinsen Frosinone i regionen Lazio i Italien. Kommunen hade 10 703 invånare (2018).